# Гинзбург, Наум Абрамович

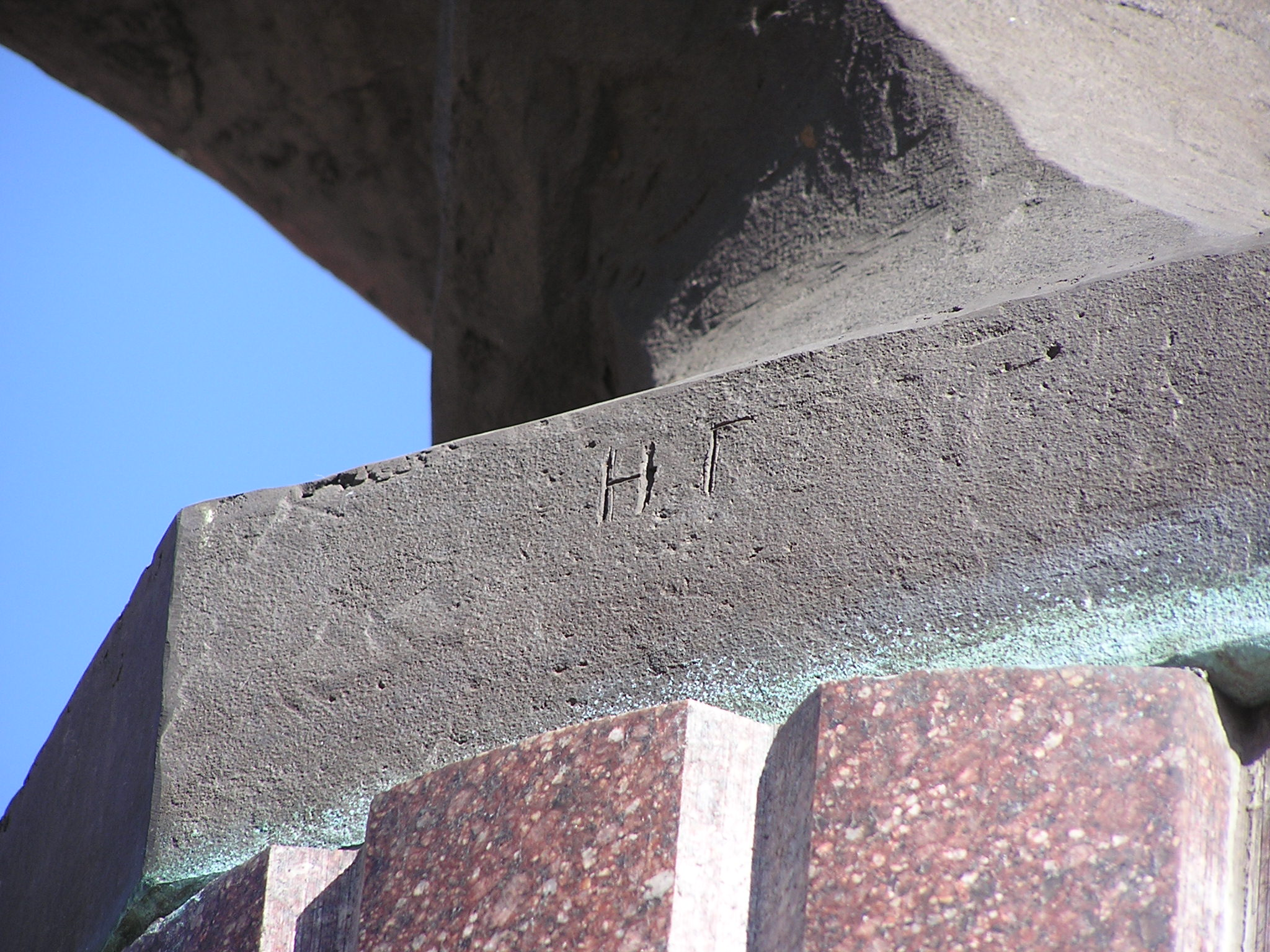
Инициалы Наума Абрамовича Гинзбурга на бюсте Пушкина в Донецке

Нау́м Абра́мович Ги́нзбург (23 июня 1909, Быхов — 21 июня 1991, Донецк) — донецкий скульптор.

## Биография
Родился 23 июня 1909 года в Быхове. Мать — Фейга-Мира Лазоревна Гинзбург. Отец — Абрам Исаакович Гинзбург.
Работал в Днепропетровске заместителем директора оборонного завода. В Днепропетровске у Наума Абрамовича были жена Нина Яковлевна и дочь Инна.
В годы Великой Отечественной войны воевал на 4 Украинском фронте в составе 301 стрелковой дивизии в звании старшего лейтенанта. В марте 1942 года и в декабре 1943 года Гинзбург был контужен. Вернувшись после войны в Днепропетровск Наум Абрамович узнаёт, что жену и дочь расстреляли немцы в 1942 году. Их могилу найти не удаётся. Гинзбург переезжает в Сталино (теперь Донецк).
Гинзбург решает вылепить надгробие для жены и дочери и начинает заниматься скульптурой. В 1952 году он становится членом Сталинского товарищества художников и скульпторов.
В течение 25 лет Гинзбург работал над памятником жене и дочери. Этот памятник был установлен на Мушкетовском кладбище, на могиле матери скульптора в 1972 году. Скульптурная композиция состоит из лиц матери, отца, жены и дочери скульптора. Работники музея еврейского наследия Донбасса считают этот памятник первым в Донецке памятником жертвам Холокоста.
Умер 21 июня 1991 года в Донецке. Похоронен на Мушкетовском кладбище рядом с могилой матери.

## Работы
Первой скульптурой Гинзбурга был горельеф по мотивам картины Ильи Репина «Запорожцы пишут письмо турецкому султану». Было выполнено порядка шестидесяти копий этого горельефа.
Создал ряд скульптур и памятников Донецка:
- Памятник Пушкину на бульваре Пушкина (открыт 14 июня 1969 года, архитектор Я. И. Томилло)
- Памятник борцам за советскую власть на площади Свободы (открыт в 1967 году, архитектор С. Томилло)
- Две парных скульптуры у здания ДонУГИ: женщина, олицетворяющая науку и мужчина-шахтёр (совместно с Павлом Павловичем Гевеке, в настоящее время обе скульптуры разрушены)[2][3])
- Горельефы на фасаде здания ДонУГИ (совместно с Павлом Павловичем Гевеке[2])
- Горельефы на фасаде здания библиотеки имени Крупской (совместно с Павлом Павловичем Гевеке[2])
- Бюст Белинского в библиотеке имени Крупской
- «Фонтан» в Холодной балке

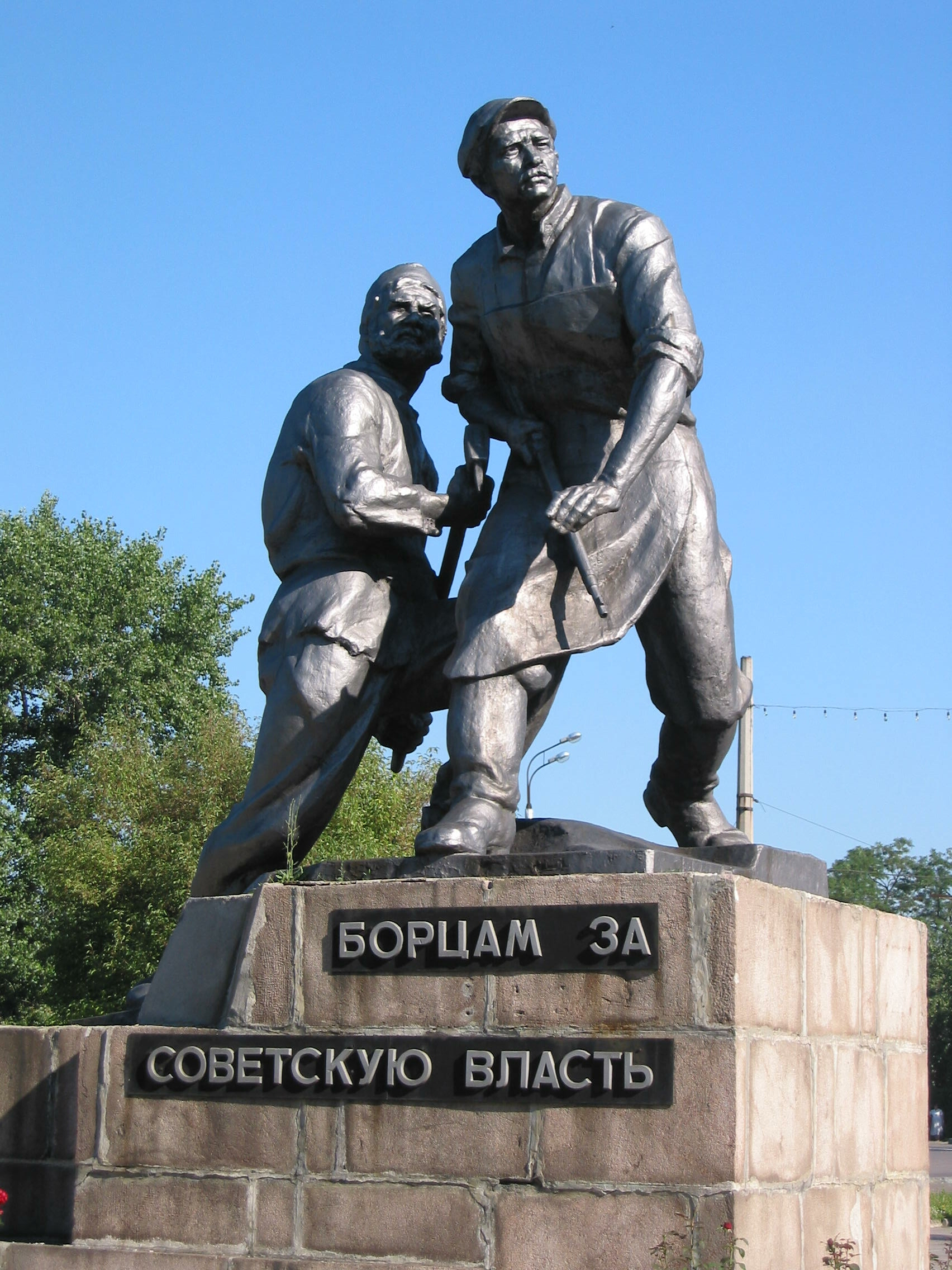
памятник борцам за советскую власть

А также:
- Памятник на братской могиле красногвардейцев в Горловке
- Монумент на братской могиле советских воинов в парке посёлка Гольма
- Надгробный памятник Гинзбургу А. И. (отцу скульптора) на Еврейском кладбище Быхова.

Всего работы Наума Гинзбурга находятся в десяти городах Донецкой области. Часть работ выполнена в соавторстве с Павлом Павловичем Гевеке.

## Публикации
- «Запрещённая память», «Наша жизнь» № 7 (112), декабрь 2007. Архивировано 2 декабря 2012 года.